# Strada statale 273 Candelarese
La ex strada statale 273 Candelarese (SS 273), ora parte della strada provinciale 45 bis Candelarese (SP 45 bis), è una strada provinciale italiana che collega San Giovanni Rotondo con la maggiore viabilità garganica.

## Percorso
La strada ha inizio al centro di San Giovanni Rotondo, dove si innesta sulla strada statale 272 di San Giovanni Rotondo, uscendo dal paese in direzione sud. Alle porte dello stesso si congiunge con la circonvallazione di San Giovanni Rotondo, variante che si ricongiunge anch'essa alla SS 272 però ad ovest del paese, permettendo di raggiungere la chiesa di Santa Maria delle Grazie e la chiesa di Padre Pio senza attraversare il centro abitato.
Il tracciato continua in direzione sud e con una serie di tornanti scende nella pianura del Tavoliere. Il percorso termina innestandosi sulla strada statale 89 Garganica nei pressi del ponte sul fiume Candelaro, non lontano dall'Aeroporto di Amendola.
In seguito al decreto legislativo n. 112 del 1998, attuato nel 2001, la gestione è passata dall'ANAS alla Regione Puglia, che ha provveduto al trasferimento dell'infrastruttura al demanio della Provincia di Foggia.
L'attuale classificazione come SP 45 bis è frutto dell'unione tra la vecchia SP 45 bis, corrispondente alla circonvallazione di San Giovanni Rotondo, e la ex SS 273, a meno del tratto di penetrazione urbana.